# Strojenie instrumentów muzycznych

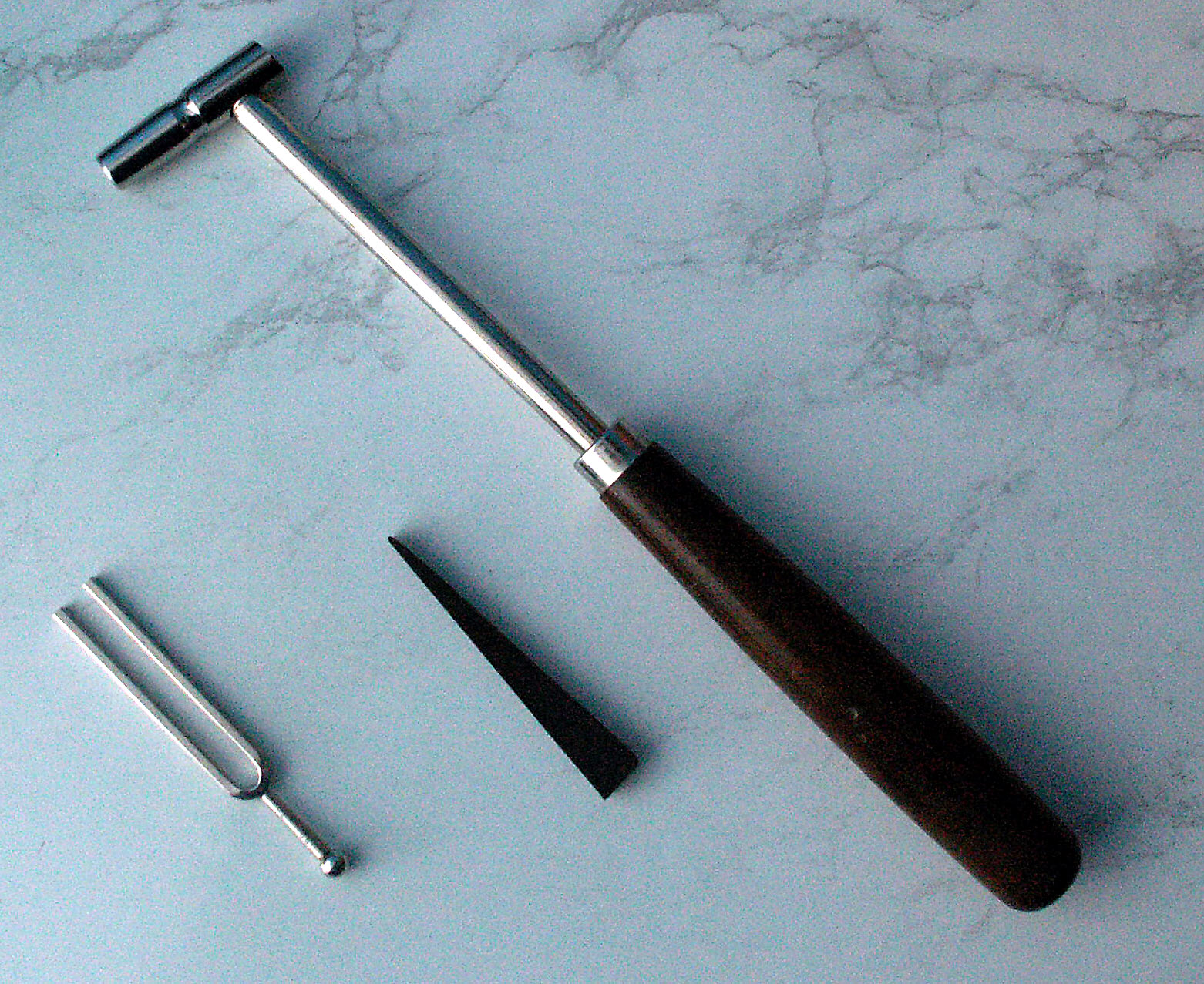
Przybory do strojenia pianin i fortepianów; od lewej: kamerton, klin do tłumienia niestrojonych strun, klucz

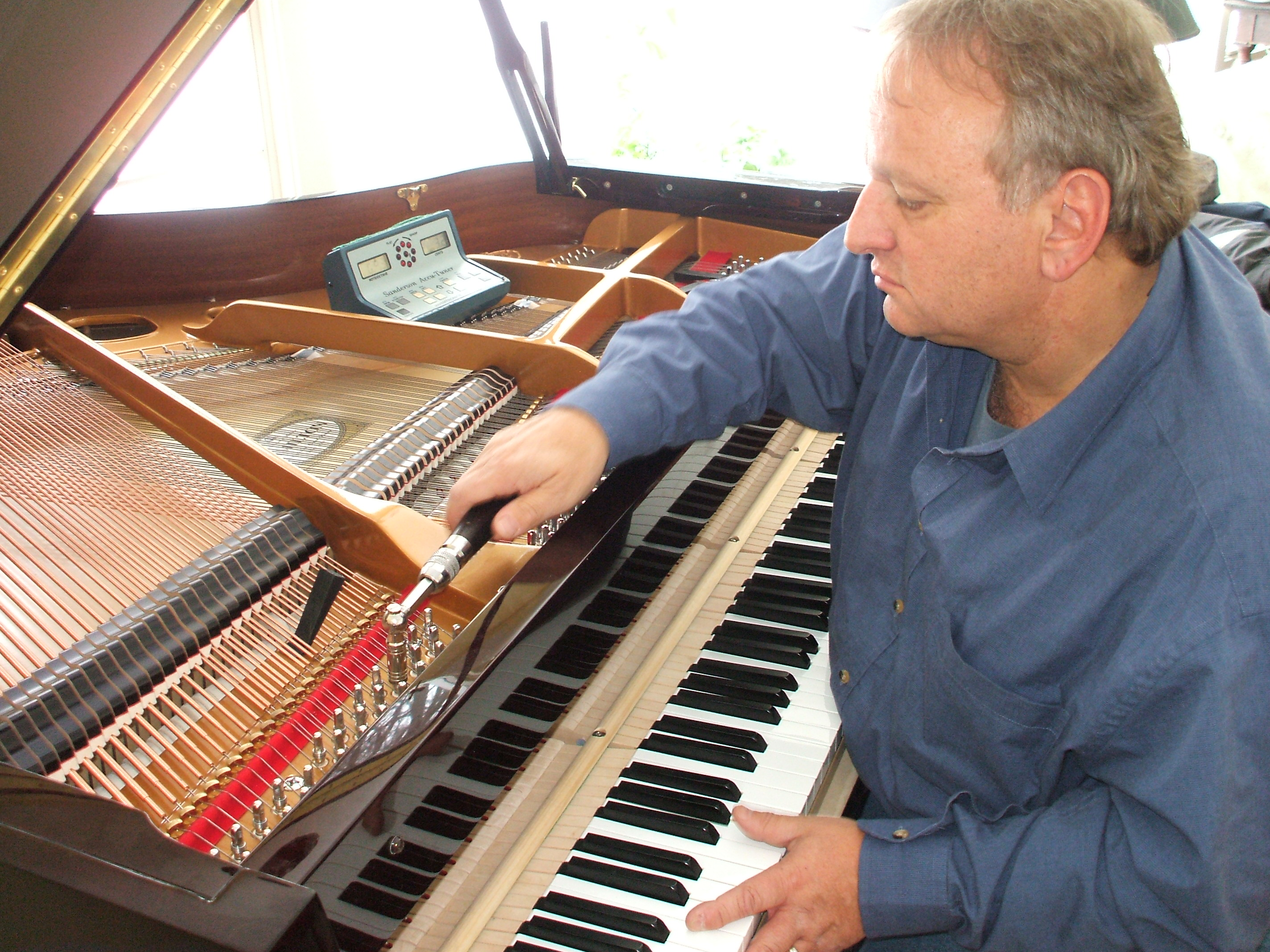
Strojenie fortepianu z użyciem elektronicznego miernika częstotliwości

Strojenie instrumentów muzycznych – regulacja wysokości dźwięków wytwarzanych przez instrument muzyczny, w celu zapewnienia wzajemnej zgodności harmonicznej interwałów pomiędzy dźwiękami w obrębie tego instrumentu oraz w celu uzyskania zgodności z innymi instrumentami przeznaczonymi do wspólnej gry w zespole instrumentalnym (np. orkiestrze).

## Mechanizmy strojenia
W zależności od typu instrumentu w klasyfikacji naukowej Hornbostela-Sachsa, stosuje się rozmaite mechanizmy zmiany wysokości dźwięku:
- Strojenie chordofonów odbywa się poprzez zmianę długości lub siły naciągu strun.
- Strojenie aerofonów polega na regulacji długości piszczałki i ewentualnej wymianie stroika.
- Strojenie idiofonów w ograniczonym zakresie może polegać na przesuwaniu ruchomych obciążników wpływających na rozkład masy drgających elementów instrumentu (wibratorów). Część instrumentów otrzymuje jedynie strój fabryczny, bez możliwości późniejszego przestrojenia.
- Z uwagi na charakter dźwięku membranofonów (brak wyraźnego szeregu harmonicznego) stroi się tylko niektóre z nich, np. kotły. Zmiana wysokości dźwięku odbywa się poprzez zmianę naciągu membrany.
- Elektrofony (a zwłaszcza syntezatory) są instrumentami, których łatwe przestrojenie w dowolnym zakresie wymaga jedynie przestrojenia lub przeprogramowania określonego układu elektronicznego.

Istnieją również instrumenty o specyficznym tylko dla nich systemie strojenia: anielskie organy, formalnie należące do idiofonów pocieranych, przestrajane są przez nalewanie wody do kieliszków. Instrumentem wymykającym się z powyższej klasyfikacji i zarazem trudnym do nastrojenia jest akordeon – jego strojenie, podobnie jak w przypadku innych instrumentów zawierających wiele stroików przelotowych, wymaga specjalnej aparatury, współcześnie najczęściej elektronicznej.

## Dźwięk wzorcowy
W celu dostrojenia instrumentu do określonej bezwzględnej wysokości dźwięku używa się źródeł dźwięku wzorcowego, na przykład kamertonów. Klasyczny kamerton jest źródłem dźwięku a1 (a razkreślne) o częstotliwości 440 Hz. Podczas wzajemnego strojenia instrumentów, rolę źródła dźwięku wzorcowego pełni ten instrument, którego przestrojenie jest najbardziej czasochłonne, oraz charakteryzujący się dużą stabilnością stroju (długo „trzymający” strój), na przykład fortepian lub (najlepiej) organy.
W uzyskaniu wzajemnej zgodności dźwięków pomocny jest nie tylko dobry słuch muzyczny, ale także wykorzystanie praw i zjawisk fizycznych dotyczących akustyki: przykładem może być wykorzystanie dudnień do wyrównania tonów podstawowych dwóch dźwięków, lub ich określonych alikwotów.
Współcześnie do strojenia instrumentów wykorzystuje się także aparaturę elektroniczną.